# 勒雷鎮區 (明尼蘇達州布盧厄斯縣)
勒雷鎮區（英語：Le Ray Township）是位於美國明尼蘇達州布盧厄斯縣的一個行政鎮區。

## 地方資料
勒雷鎮區的面積為90.80平方千米，當中陸地面積為84.30平方千米，而水域面積為6.50平方千米。根據2020年美國人口普查的數據，當地共有人口760人，而人口密度為每平方千米8.37人。